# Reuzenhoningzuiger

Reuzenhoningzuiger (onder) uit The birds of Africa

De reuzenhoningzuiger (Dreptes thomensis, synoniem: Nectarinia thomensis) is een endemische vogelsoort  zangvogel uit de familie  Nectariniidae (honingzuigers) die voorkomt in Sao Tomé en Principe.

## Kenmerken
De lichaamslengte bedraagt 18 tot 23 centimeter, vrouwtjes zijn iets korter (18 tot 19 cm) de vogel weegt tussen de 18 en 19 gram.  Het is de grootste soort uit de familie van de honingzuigers. De vogel is onmiskenbaar; hij is overwegend donker gekleurd, bijna zwart met een lange, gebogen snavel en een lange staart waarvan de staartpennen trapsgewijs aflopen. Deze pennen hebben lichte uiteinden waardoor een regelmatig vlekkenpatroon aan de onderkant van de staat ontstaat. Het mannetje heeft op de kop en rug veren met een metaalglans. Van onder wordt de vogel geleidelijk lichter; de buik is daardoor lichtgeel van kleur. Er is weinig verschil tussen mannetje en vrouwtje; het vrouwtje mist de metaalglans.

## Verspreiding en leefgebied
De reuzenhoningzuiger is een vogelsoort die alleen voorkomt binnen een beperkt gebied op het eiland Sao Tomé. Het leefgebied bestaat uit montaan bos (tot 2000 m) waaronder ook nevelwoud, maar ook laaglandregenwoud en plantages. De vogel verblijft alleen in aangetast bosgebied mits ongerept bos op één kilometer afstand wel aanwezig is.

## Status
De grootte van de populatie werd rond 2007 geschat op 350 tot 1500 individuen. Het leefgebied van de vogel wordt aangetast door houtkap, omzetting van bos in landbouwgebied en uitbreiding van de infrastructuur ten behoeve van de zich ontwikkelende oliewinning. Hierdoor treedt versnippering op. Om deze redenen staat de reuzenhoningzuiger als kwetsbaar op de Rode Lijst van de IUCN.